# Liste des évêques de Djibouti
La liste des évêques de Djibouti établit la chronologie des préfets apostoliques de Djibouti, puis des évêques catholiques titulaires de Djibouti (Dioecesis Gibutensis).

## Histoire du diocèse de Djibouti
La préfecture apostolique de Djibouti est fondée le 28 avril 1914, par détachement du vicariat apostolique des Gallas.
 
Elle est érigée en évêché, le 14 septembre 1955, et le premier évêque est officiellement nommé le 12 avril 1957.

## Préfets apostoliques
- 1914-1923 : Pasquale da Luchon
- 1923-1937 : siège vacant
- 1937-1945 : Marcelliano da La Guerche
- 1945-1955 : Henri Alfred Bernardin Hoffmann

## Évêques
- 1957-1979 : Henri Alfred Bernardin Hoffmann
- 1979-1980 : siège vacant
- 1980-1987 : Michel Joseph Gérard Gagnon
- 1987-1992 : siège vacant
- 1992-2001 : Georges Marcel Émile Nicolas Perron (Georges Ier)
- 2001-2024 : Giorgio Bertin (Georges II)
- depuis 2024 : Jamal Khader Daibes

## Source
- Colette Dubois, Pierre Soumille, Des chrétiens à Djibouti en terre d'Islam, XIXe – XXe siècles, Karthala, Paris, 2004.